# Tysk Røde Kors
Tysk Røde Kors (tysk: Deutsches Rotes Kreuz, DRK) er den nationale Røde Kors-forening i Tyskland i henhold til Genevekonventionen, og landets største humanitære organisation med et bredt virkefelt indenfor frivilligt katastrofehjælp og -beredskab, velfærds- og socialt-arbejde, sundhed, flygtningehjælp og international humanitær hjælp. Røde Kors' formål er at opdage, forhindre og lindre menneskelig nød og lidelse. Organisationen har 4,5 millioner medlemmer og er dermed den tredje største Røde Kors-forening i verden. Organisationen har hovedkontor i Berlin, og har rødder tilbage til 1859.

## Præsidenter
- 1921 – 1933: Joachim von Winterfeldt-Menkin
- 1933 – 1945: Hertug Carl Eduard af Sachsen-Coburg-Gotha (faktisk leder fra 1936: Ernst-Robert Grawitz)
- 1950 – 1952: Dr. Otto Gessler
- 1952 – 1961: Dr. Heinrich Weitz
- 1961 – 1967: Hans Ritter von Lex
- 1967 – 1982: Walter Bargatzky
- 1982 – 1994: Prins Botho zu Sayn-Wittgenstein-Hohenstein
- 1994 – 2003: Professor Knut Ipsen
- Fra 2003: Tidligere indenrigsminister Rudolf Seiters